# Chris Campoli
Christopher Campoli (* 9. Juli 1984 in Mississauga, Ontario) ist ein ehemaliger kanadischer Eishockeyspieler italienischer Abstammung, der im Verlauf seiner aktiven Karriere zwischen 2000 und 2016 unter anderem 415 Spiele für die New York Islanders, Ottawa Senators, Chicago Blackhawks und Canadiens de Montréal in der National Hockey League auf der Position des Verteidigers bestritten hat.

## Karriere

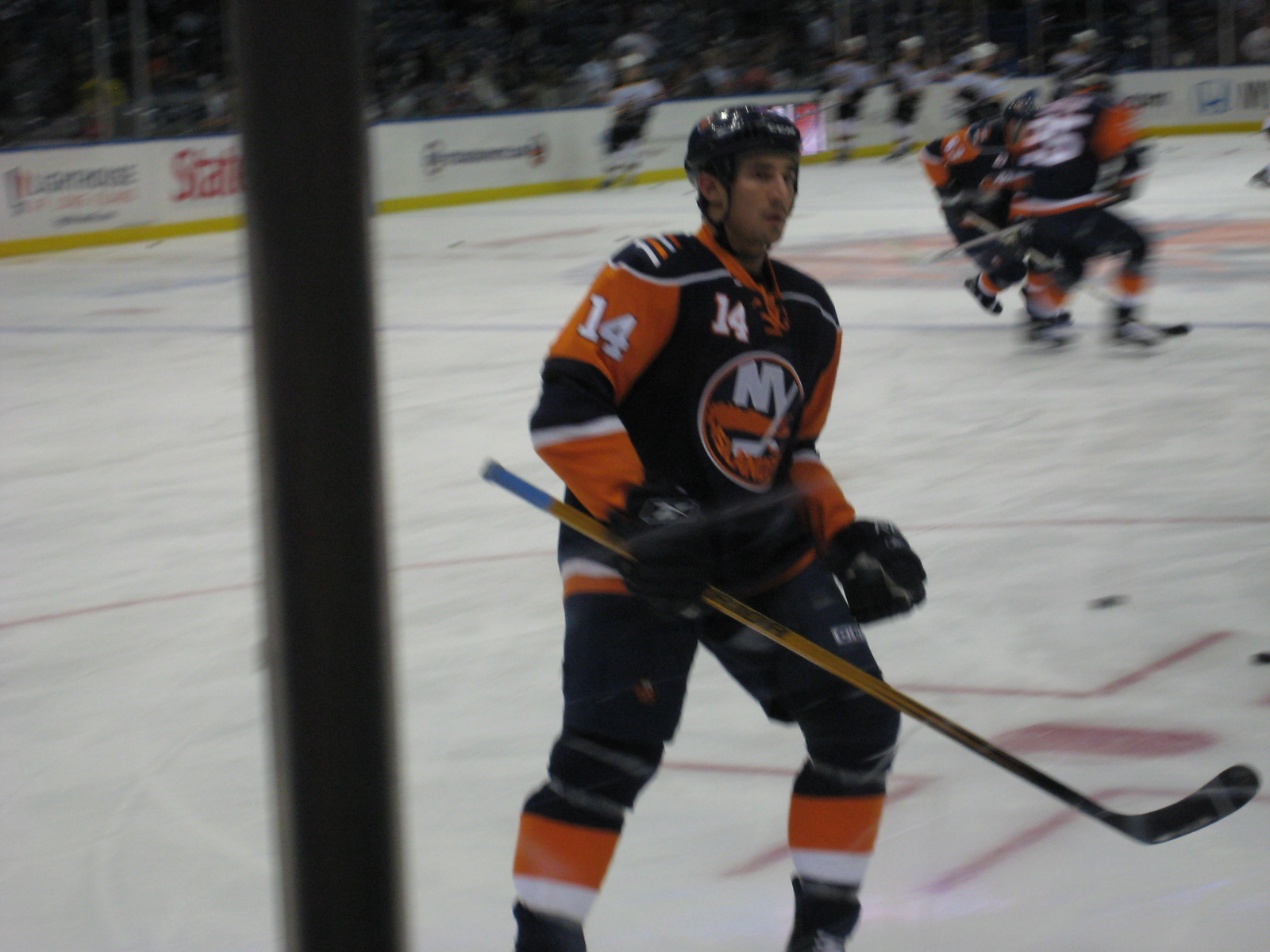
Campoli im Trikot der New York Islanders

Der 1,83 m große Verteidiger begann seine Profikarriere bei den Erie Otters in der kanadischen Juniorenliga Ontario Hockey League, bevor er beim NHL Entry Draft 2004 als 227. in der siebten Runde von den Islanders ausgewählt wurde.
Die Islanders setzten den Mannschaftskapitän der Otters zunächst bei den Bridgeport Sound Tigers, ihrem Farmteam in der American Hockey League, ein, in der Saison 2005/06 stand er erstmals in einer NHL-Partie für New York auf dem Eis. Der Linksschütze schaffte es in derselben Spielzeit, sich im Kader der Islanders zu etablieren, eine Verletzung zwang ihn jedoch zu Beginn der folgenden Saison, zunächst zu den Tigers in die AHL zurückzukehren. Nach dem Abgang von Alexei Schitnik wurde Campoli in den Kader der Islanders zurückberufen, im Juli 2007 wurde sein Vertrag in New York um drei Jahre verlängert. Dort war er als Stammspieler gesetzt, ehe der Verteidiger im Februar 2009 in einem Transfergeschäft gemeinsam mit Mike Comrie im Austausch für Dean McAmmond und einem Erstrunden-Wahlrecht im NHL Entry Draft 2009 an die Ottawa Senators abgegeben wurde. Rund zwei Jahre später wurde Campoli an die Chicago Blackhawks abgegeben. In der Saison 2011/12 spielte Campoli für die Canadiens de Montréal.
Ab Februar 2013 stand Campoli im NLA-Kader des EHC Biel, wo Campoli aufgrund seiner langjährigen NHL-Erfahrung eine wichtige Führungsrolle übernahm. Nach Saisonende wechselte er innerhalb der NLA zum HC Lugano, für den er jedoch nur acht Ligaspiele absolvierte und im Oktober des gleichen Jahres an den HV71 aus der Svenska Hockeyligan abgegeben wurde. In Diensten des schwedischen Teams beendete der Kanadier im Sommer 2016 im Alter von 32 Jahren seine aktive Karriere.

## Erfolge und Auszeichnungen
| - 2001 OHL Second All-Rookie-Team - 2002 J.-Ross-Robertson-Cup-Gewinn mit den Erie Otters - 2004 OHL Third All-Star-Team | - 2004 Dan Snyder Memorial Trophy - 2004 CHL Humanitarian of the Year - 2005 AHL All-Rookie Team |

## Karrierestatistik
(Legende zur Spielerstatistik: Sp oder GP = absolvierte Spiele; T oder G = erzielte Tore; V oder A = erzielte Assists; Pkt oder Pts = erzielte Scorerpunkte; SM oder PIM = erhaltene Strafminuten; +/− = Plus/Minus-Bilanz; PP = erzielte Überzahltore; SH = erzielte Unterzahltore; GW = erzielte Siegtore; 1 Play-downs/Relegation; Kursiv: Statistik nicht vollständig)